# Neue Häuser (Jüterbog)
Neue Häuser ist ein Wohnplatz der Stadt Jüterbog im Landkreis Teltow-Fläming in Brandenburg.

## Geografische Lage
Der Wohnplatz liegt nordwestlich des Stadtzentrums unmittelbar an der Kreisstraße 7216, die von der Bundesstraße 101 in nordöstlicher Richtung nach Luckenwalde führt. Nördlich fließt die  Nuthe vorbei, nordöstlich liegt der weitere Wohnplatz Ziegelei, östlich der Ortsteil Neuhof.